# Oravské Veselé
Oravské Veselé este o comună slovacă, aflată în districtul Námestovo din regiunea Žilina. Localitatea se află la altitudinea de 755 m deasupra n.m., se întinde pe o suprafață de 41,21 km2 și în 2017 număra 2.931 de locuitori. Se învecinează cu comuna Mútne.

## Istoric
Localitatea Oravské Veselé este atestată documentar din 1629.

## Demografie
| An:                | 1994 | 2004    | 2014   | 2024   |
| ------------------ | ---- | ------- | ------ | ------ |
| Număr de persoane: | 2424 | 2738    | 2892   | 3081   |
| Diferență:         |      | +12,95% | +5,62% | +6,53% |

| An:                | 2023 | 2024   |
| ------------------ | ---- | ------ |
| Număr de persoane: | 3064 | 3081   |
| Diferență:         |      | +0,55% |